# Pîleava, Kaniv
Pîleava (în ucraineană Пилява) este un sat în comuna Stepanți din raionul Kaniv, regiunea Cerkasî, Ucraina.

## Demografie
Componența lingvistică a localității Pîleava
     Ucraineană (96,52%)
     Rusă (3,48%)
Conform recensământului din 2001, majoritatea populației localității Pîleava era vorbitoare de ucraineană (96,52%), existând în minoritate și vorbitori de rusă (3,48%).